# هارلان هابارد
هارلان هابارد (بالإنجليزية: Harlan Hubbard)‏ هو كاتب وفنان ورسام أمريكي، ولد في 4 يناير 1900 في بلفيو في الولايات المتحدة، وتوفي في 14 يناير 1988.